# Sjors Fröhlich
Sjors Fröhlich (Enkhuizen, 20 juni 1967) is een Nederlands politicus en voormalig presentator. Sinds 14 november 2019 is hij de partijloze burgemeester van Vijfheerenlanden. Van 1982 tot 2013 was hij radio- en televisiepresentator bij de Nederlandse Christelijke Radio Vereniging (NCRV). Van 2013 tot 2019 was hij hoofdredacteur van BNR Nieuwsradio.

## Opleiding
Fröhlich doorliep de havo op de christelijke scholengemeenschap de Oude Hoven in Gorinchem en studeerde vervolgens aan de School voor Journalistiek in Utrecht. Die laatste opleiding rondde hij niet af.

## Werk voor de omroep

### NCRV
Sinds 1982 was hij werkzaam bij de NCRV, waar hij debuteerde met het jongerenradioprogramma Tussenuur (Hilversum 3), dat hij samen met Nicole Smolders, Peter Plaisier en Alex Krijger presenteerde. In 1983 en 1984 maakte hij met dit drietal tevens het televisieprogramma Spop, een jongerenprogramma dat aandacht besteedde aan zowel sport als popmuziek. Smolders was hierin medepresentator, Plaisier en Krijger fungeerden als verslaggevers. Tot het moment dat Radio 3 per 5 oktober 1992 horizontaal ging programmeren, maakte hij samen met Peter Plaisier een aantal jaren (van 1987 tot 1992) het radioprogramma Paperclip. Dit werd later gevolgd door The Magic Friends, dat eveneens werd uitgezonden op Radio 3. Vanaf 1996 was Fröhlich meer actief op journalistiek terrein. Hij presenteerde diverse programma's, waaronder Cappuccino op Radio 2, samen met Karin de Groot, en op Radio 1 het opinieprogramma Stand.nl, waarvan hij de eerste presentator was. Die beide programma's bleven bestaan toen Fröhlich met het presenteren ervan stopte. Vanaf 1997 was Fröhlich ook weer als presentator op televisie te zien, onder meer in een tv-versie van Stand.nl. Vanaf september 2006 was hij betrokken bij het Radio 1-programma MM-Magazine, dat bij toerbeurt door hem en Ghislaine Plag gepresenteerd werd, en Stand.cafe, eveneens op Radio 1.
Fröhlich sleepte voor zijn werk bij de NCRV diverse prijzen in de wacht. Zo ontving hij drie Marconi-Awards, een voor Stand.nl, een voor Cappuccino, en een als Beste Programmamaker. In maart 2003 werd in Cannes de Milia iTV Award uitgereikt voor Stand.nl, vanwege het interactieve karakter van het programma. Een maand later was dat ook de reden voor de Gouden SpinAward, toegekend door de reclamewereld.

### NOS
Voor de NOS werkte Fröhlich jarenlang mee aan het Radio 1-programma Langs de Lijn. Hij versloeg, in het verlengde daarvan, acht jaar lang de Tour de France vanuit Frankrijk voor Radio Tour de France. Hij volgde achter op de motor de ritoverwinningen van Erik Dekker in 2001 en Michael Boogerd in 2002. Met NOS-collega Piet Teeling schreef hij het boekje Hallo met Erik Dekker.

### Stemproblemen
In juni 2007 besloot Fröhlich het wegens stemproblemen wat rustiger aan te doen. Doktoren raadden hem aan zijn stem minder te belasten wegens uitgerekte stembanden. Spasmodische dysfonie nekte zijn radiocarrière. De presentator heeft deze neurologische aandoening aan zijn stembanden. Daarna werd hij vanaf december 2008 senior consultant voor Radio 2 en Radio 5 en ging hij lesgeven op de Nyenrode Business Universiteit over beeldvorming en crisiscommunicatie. Door een operatie in 2013 herkreeg hij naar eigen zeggen 95 procent van zijn oorspronkelijke stem, maar hij kondigde aan niet meer te gaan presenteren.

### BNR
Op 1 februari 2013 werd Fröhlich hoofdredacteur van BNR Nieuwsradio. Hij volgde Paul van Gessel op. Op 5 oktober 2019 werd hij in aanloop van de Online Radio Awards benoemd tot Online Radio Ambassadeur 2019 voor zijn inzet op het gebied van podcast en radio-innovaties.

### Marconi Oeuvre Award 2019
Fröhlich ontving de Marconi Oeuvre Award 2019.

## Mediabedrijven
Samen met Peter Plaisier was Fröhlich directeur en eigenaar van het mediabedrijf "Fröhlich & Plaisier BV" in Hilversum. In 2009 stapte hij uit Fröhlich & Plaisier om van start te gaan met 'Sjors Fröhlich Communicatie & Consultancy BV'.

## Burgemeester Vijfheerenlanden
Fröhlich is per 14 november 2019 burgemeester van de gemeente Vijfheerenlanden.
In zijn hoedanigheid als burgemeester vervult hij onbezoldigd deze functies:
- bestuursvoorzitter Omgevingsdienst regio Utrecht (ODrU)
- algemeen bestuurslid Veiligheidsregio Utrecht (VRU)
- bestuurlijk ambassadeur lokale omroepen NLPO en VNG Alblasserwaard / Vijfheerenlanden (AV)
- algemeen bestuurslid Regionaal Lid Taskforce Digitale Veiligheid[11]

In de periode 2023-2024 was Fröhlich naast zijn burgemeesterschap lid van de Onderzoekscommissie Gedrag en Cultuur Omroepen (OGCO), ook bekend als de commissie-Van Rijn. Deze commissie zette zich in om de sociale veiligheid bij de landelijke publieke mediadienst te verbeteren. Dat deed zij door onderzoek te doen naar misstanden bij de omroepen. Op 1 februari 2024 presenteerde de commissie het rapport Niets gezien, niets gehoord, niets gedaan | De zoekgemaakte verantwoordelijkheid.
In januari 2025 keerde Fröhlich zich tegen de voorgenomen NAVO-top die in de zomer van 2025 in Den Haag moet plaatsvinden. In een opiniestuk in dagblad de Volkskrant schreef hij: "Laat ik het toch maar eens zeggen: ik vind het van de gekke dat de grote NAVO-top deze zomer in Nederland wordt georganiseerd". Fröhlich maakte zich zorgen over de consequenties van de top voor de politie-inzet in zijn gemeente. "In heel Nederland zijn wij gedurende maanden politieagenten kwijt voor de politietaken ten behoeve van onze inwoners.”
Fröhlich uitte ook kritiek op de kosten van de tweedaagse top, die hij begrootte op "zo'n 100 miljoen euro".
Op 5 juni 2025 werd hij door de gemeenteraad van Vijfheerenlanden voorgedragen voor een tweede ambtstermijn als burgemeester.
In augustus 2025 deed hij eenmalig mee in een video van de Bankzitters om hen te verwelkomen in Ameide. In deze video gaf hij commentaar tijdens de georganiseerde wedstrijd waarbij de Bankzitters het opnamen namens VV Ameide tegen SV Meerkerk op een trapveldje in het dorp.

## Persoonlijk leven
Fröhlich is vader van twee kinderen.